# Conus floridulus
Conus floridulus is een in zee levende slakkensoort uit het geslacht Conus. De slak behoort tot de familie Conidae. Conus floridulus werd in 1848 beschreven door A. Adams & Reeve. Net zoals alle soorten binnen het geslacht Conus zijn deze slakken roofzuchtig en giftig. Zij bezitten een harpoenachtige structuur waarmee ze hun prooi kunnen steken en verlammen.